# Virtusvecomp Verona 2019-2020
Questa voce raccoglie le informazioni riguardanti la Virtusvecomp Verona nelle competizioni ufficiali della stagione 2019-2020.

## Stagione
Nella Stagione 2019-2020 la Virtus Verona disputa il girone B del campionato di Serie C, con 32 punti raccoglie il dodicesimo posto. In un campionato non concluso a causa dell'aggravarsi della pandemia da Covid-19 che ha colpito il mondo intero, senza risparmiare il calcio nazionale. Torneo sospeso a metà febbraio, dopo a 26ª giornata. L'8 giugno 2020 il Consiglio Federale omologa i risultati ottenuti sul campo al momento della sospensione, con la Virtus Verona dodicesima. Promosso il L.R. Vicenza, anche la Reggiana giunta seconda sale in Serie B vincendo i Play-off. La Virtus in questa stagione è stata allenata da Luigi Fresco, nel girone di andata ha raccolto 27 punti, in decima posizione, appena sotto la zona Play-off. Nella Coppa Italia di Serie C la squadra rossoblù ha vinto il girone F di qualificazione, superando Modena ed Arzignano, nei sedicesimi di finale viene poi eliminata (1-0) dalla Triestina.

## Divise e sponsor
Per la stagione 2019-2020 lo sponsor tecnico è Erreà mentre gli sponsor ufficiali sono Vecomp, Phyto Garda, Bevande Verona e Summerkanda.
| Casa | Trasferta | Terza divisa |

## Rosa
| N. |                   | Ruolo | Calciatore          |
| -- | ----------------- | ----- | ------------------- |
| 1  | Italia (bandiera) | P     | Alessandro Giacomel |
| 2  | Italia (bandiera) | A     | Jacopo Bridi        |
| 3  | Italia (bandiera) | D     | Filippo Pellacani   |
| 4  | Italia (bandiera) | D     | Jacopo Rossi        |
| 5  | Italia (bandiera) | C     | Nicola Danieli      |
| 6  | Italia (bandiera) | C     | Matteo Gasperi      |
| 6  | Italia (bandiera) | D     | Manuel Daffara      |
| 7  | Italia (bandiera) | C     | Stefano Casarotto   |
| 8  | Italia (bandiera) | D     | Diego Vannucci      |
| 9  | Italia (bandiera) | A     | Raphael Odogwu      |
| 10 | Italia (bandiera) | A     | Domenico Danti      |
| 11 | Italia (bandiera) | A     | Luca Manarin        |
| 11 | Italia (bandiera) | C     | Simone Bentivoglio  |
| 12 | Italia (bandiera) | P     | Mattia Chiesa       |
| 13 | Italia (bandiera) | D     | Fabiano Santacroce  |
| 14 | Italia (bandiera) | C     | Edoardo Merci       |

| N. |                    | Ruolo | Calciatore           |
| -- | ------------------ | ----- | -------------------- |
| 15 | Italia (bandiera)  | C     | Marco Fermo          |
| 16 | Italia (bandiera)  | C     | Riccardo Cazzola     |
| 17 | Italia (bandiera)  | C     | Manuel Di Paola      |
| 18 | Brasile (bandiera) | C     | Victor Da Silva      |
| 19 | Italia (bandiera)  | A     | Andrea Magrassi      |
| 20 | Italia (bandiera)  | D     | Matteo Pinton        |
| 21 | Italia (bandiera)  | D     | Ciro Sirignano       |
| 22 | Gambia (bandiera)  | P     | Sheikh Sibi          |
| 23 | Italia (bandiera)  | C     | Luca Lavagnoli       |
| 23 | Italia (bandiera)  | A     | Francesco Puntoriere |
| 24 | Italia (bandiera)  | A     | Arturo Lupoli        |
| 25 | Italia (bandiera)  | D     | Marco Curto          |
| 26 | Romania (bandiera) | C     | Daniel Onescu        |
| 27 | Italia (bandiera)  | D     | Gianni Manfrin       |
| 28 | Italia (bandiera)  | C     | Davide Marcandella   |
| 29 | Italia (bandiera)  | C     | Paolo Sammarco       |

## Calciomercato

### Sessione estiva(dal 1º luglio al 31 agosto 2018)
| Acquisti | Acquisti            | Acquisti             | Acquisti         |
| R.       | Nome                | da                   | Modalità         |
| -------- | ------------------- | -------------------- | ---------------- |
| P        | Alessandro Giacomel | Empoli               | Titolo gratuito  |
| P        | Mattia Chiesa       | Verona               | Prestito         |
| D        | Marco Curto         | Empoli               | Prestito         |
| D        | Filippo Pellacani   | Villafranca Veronese | Titolo gratuito  |
| D        | Diego Vannucci      | Renate               | Titolo gratuito  |
| D        | Matteo Pinton       | Verona               | Rinnovo prestito |
| D        | Fabiano Santacroce  |                      | Svincolato       |
| C        | Riccardo Cazzola    | Alessandria          | Titolo gratuito  |
| C        | Nicola Danieli      | Chievo               | Rinnovo prestito |
| C        | Matteo Gaspari      | Cattolica S.M.       | Titolo gratuito  |
| C        | Marco Fermo         | Ascoli               | Prestito         |
| A        | Andrea Magrassi     | Virtus Entella       | Prestito         |
| A        | Raphael Odogwu      | Arzignano Valchiampo | Titolo gratuito  |
| A        | Arturo Lupoli       | Fermana              | Titolo gratuito  |
| A        | Victor Da Silva     |                      | Svincolato       |

| Cessioni | Cessioni             | Cessioni             | Cessioni        |
| R.       | Nome                 | da                   | Modalità        |
| -------- | -------------------- | -------------------- | --------------- |
| P        | Gianmarco Chironi    | Lecce                | Fine prestito   |
| D        | Andrea Trainotti     |                      | Svincolato      |
| D        | Dario Polverini      |                      | Fine carriera   |
| D        | Marcus N'Ze          |                      | Svincolato      |
| D        | Nicola Lancini       |                      | Svincolato      |
| D        | Matteo Franchetti    | Verona               | Fine prestito   |
| D        | Alessandro Frinzi    |                      | Svincolato      |
| D        | Edoardo Pavan        | Verona               | Fine prestito   |
| C        | Daniel Giorico       | Triestina            | Titolo gratuito |
| C        | Alberto Rubbo        | Vis Pesaro           | Titolo gratuito |
| C        | Alberto Cattivera    |                      | Svincolato      |
| C        | Paolo Grbac          | Renate               | Titolo gratuito |
| A        | Vincenzo Ferrara     | Arzignano Valchiampo | Titolo gratuito |
| A        | Angelo Raffaele Nolé |                      | Svincolato      |
| A        | Francesco Grandolfo  | Vis Pesaro           | Titolo gratuito |
| A        | Giulio Fasolo        | Cittadella           | Fine prestito   |
| A        | Massimo Cede         | Cavese               | Titolo gratuito |

### Operazioni esterne alle sessioni
| Acquisti | Acquisti       | Acquisti | Acquisti   |
| R.       | Nome           | da       | Modalità   |
| -------- | -------------- | -------- | ---------- |
| C        | Paolo Sammarco |          | svincolato |

| Cessioni | Cessioni | Cessioni | Cessioni |
| R.       | Nome     | da       | Modalità |
| -------- | -------- | -------- | -------- |

### Sessione invernale(dal 2 al 31 gennaio 2020)
| Acquisti | Acquisti             | Acquisti           | Acquisti |
| R.       | Nome                 | da                 | Modalità |
| -------- | -------------------- | ------------------ | -------- |
| C        | Simone Bentivoglio   | Siena              | prestito |
| D        | Manuel Daffara       | Padova             | prestito |
| A        | Francesco Puntoriere | Virtus Francavilla | prestito |

| Cessioni | Cessioni       | Cessioni    | Cessioni      |
| R.       | Nome           | da          | Modalità      |
| -------- | -------------- | ----------- | ------------- |
| D        | Marco Fermo    | Ascoli      | Fine prestito |
| C        | Luca Lavagnoli | Adriese     | Rescissione   |
| A        | Luca Manarin   | Caldiero T. | Rescissione   |
| C        | Matteo Gasperi | Rimini      | Rescissione   |

## Risultati

### Serie C

#### Girone di andata
| Arbitro: | Di Cairano (Ariano Irpino) |

|            |           |                                             |
| Odogwu 64’ | Marcatori | 31’ Castiglia 69’ (rig.) Santini 88’ Soleri |

| Arbitro: | Virgilio (Trapani) |

|                   |           |                 |
| Sbaffo 54’, 90+2’ | Marcatori | 40’, 89’ Odogwu |

| Arbitro: | Galipò (Firenze) |

|  |           |                |
|  | Marcatori | 70’, 76’ Butić |

| Arbitro: | De Tommaso (Rieti) |

|                            |           |                |
| Scarsella 33’ Maiorino 54’ | Marcatori | 90+5’ Magrassi |

| Arbitro: | Monaldi (Macerata) |

|                                         |           |                                 |
| Marcandella 10’ Magrassi 20’ Odogwu 29’ | Marcatori | 36’ (rig.), 75’ (rig.) Granoche |

| Arbitro: | Nicolini (Brescia) |

|                  |           |                                       |
| L. Belcastro 20’ | Marcatori | 26’ Magrassi 34’ Cazzola 61’ J. Rossi |

| Arbitro: | Bitonti (Bologna) |

|              |           |                       |
| Magrassi 30’ | Marcatori | 26’ Zonta 62’ Marotta |

| Arbitro: | Scatena (Avezzano) |

|                   |           |                        |
| Van Ransbeeck 63’ | Marcatori | 53’ Manfrin 68’ Odogwu |

| Arbitro: | Marotta (Sapri) |

|                                    |           |                   |
| Cazzola 5’ Danti 39’ Sicignano 56’ | Marcatori | 87’ (aut.) Pinton |

| Arbitro: | Saia (Palermo) |

|                |           |                       |
| Volpicelli 14’ | Marcatori | 7’ Danieli 69’ Odogwu |

| Arbitro: | Fiero (Pistoia) |

|                            |           |  |
| Danti 6’ Magrassi 16’, 51’ | Marcatori |  |

| Arbitro: | Arena (Torre del Greco) |

|              |           |  |
| Petrella 40’ | Marcatori |  |

| Verona 3 novembre 2019, ore 17.30 UTC 13ª giornata | Virtus Verona  | 0 – 0 referto | Piacenza | Centro sportivo Mario Gavagnin-Sinibaldo Nocini (702 spett.)\| Arbitro: \| Colombo (Como) \| |
| Arbitro:                                           | Colombo (Como) |               |          |                                                                                              |

| Arbitro: | Zamagni (Cesena) |

|  |           |                             |
|  | Marcatori | 22’ (rig.) Danti 51’ Onescu |

| Arbitro: | Cavaliere (Paola) |

|          |           |  |
| Duca 81’ | Marcatori |  |

| Arbitro: | Luciani (Roma) |

|                   |           |                      |
| Nobile 74’ (aut.) | Marcatori | 11’ Jelenic 81’ Vano |

| Arbitro: | Donda (Gradisca d'Isonzo) |

|           |           |              |
| Rocco 48’ | Marcatori | 27’ Magrassi |

| Arbitro: | Ricci (Firenze) |

|             |           |                                          |
| Cazzola 38’ | Marcatori | 14’, 59’ M. Marchi 17’ Kargbo 22’ Zanini |

| Arbitro: | Caldara (Como) |

|  |           |            |
|  | Marcatori | 19’ Lupoli |

#### Girone di ritorno
| Arbitro: | Di Graci (Como) |

|                                      |           |                     |
| Nicastro 8’ Kresic 14’ Castiglia 42’ | Marcatori | 9’ Danti 54’ Odogwu |

| Arbitro: | Santoro (Messina) |

|  |           |           |
|  | Marcatori | 29’ Gomez |

| Arbitro: | Pascarella (Nocera Inferiore) |

|                                    |           |                                        |
| Valeri 50’ Butic 58’, 90+5’ (rig.) | Marcatori | 16’ Cazzola 81’ Lupoli 89’ Bentivoglio |

| Arbitro: | Petrella (Viterbo) |

|            |           |                            |
| Odogwu 46’ | Marcatori | 38’ Guidetti 75’ Scarsella |

| Trieste 2 febbraio 2020, ore 15.00 UTC 24ª giornata | Triestina      | 0 – 0 referto | Virtus Verona | Stadio Nereo Rocco (4.764 spett.)\| Arbitro: \| Natilla (Bari) \| |
| Arbitro:                                            | Natilla (Bari) |               |               |                                                                   |

| Verona 9 febbraio 2020, ore 17.30 UTC 25ª giornata | Virtus Verona       | 0 – 0 referto | Imolese | Centro sportivo Mario Gavagnin-Sinibaldo Nocini (462 spett.)\| Arbitro: \| Di Marco (Ciampino) \| |
| Arbitro:                                           | Di Marco (Ciampino) |               |         |                                                                                                   |

| Vicenza 16 febbraio 2020, ore 17.30 UTC 26ª giornata | L.R. Vicenza        | 0 – 0 referto | Virtus Verona | Stadio Romeo Menti (8.922 spett.)\| Arbitro: \| Maranesi (Ciampino) \| |
| Arbitro:                                             | Maranesi (Ciampino) |               |               |                                                                        |

| Verona 23 febbraio 2020, ore 15.00 UTC 27ª giornata | Virtus Verona   | 0 – 0 referto | Rimini | Centro sportivo Mario Gavagnin-Sinibaldo Nocini (620 spett.)\| Arbitro: \| Centi (Viterbo) \| |
| Arbitro:                                            | Centi (Viterbo) |               |        |                                                                                               |

| Pesaro 26 febbraio 2020, ore UTC 28ª giornata | Vis Pesaro | – Campionato sospeso per la pandemia da Covid-19. | Virtus Verona | Stadio Tonino Benelli |

| Verona 1 marzo 2020, ore UTC 29ª giornata | Virtus Verona | – | Sambenedettese | Centro sportivo Mario Gavagnin-Sinibaldo Nocini |

| Ravenna 8 marzo 2020, ore UTC 30ª giornata | Ravenna | – | Virtus Verona | Stadio Bruno Benelli |

| Verona 15 marzo 2020, ore UTC 31ª giornata | Virtus Verona | – | Südtirol | Centro sportivo Mario Gavagnin-Sinibaldo Nocini |

| Piacenza 22 marzo 2020, ore UTC 32ª giornata | Piacenza | – | Virtus Verona | Stadio Leonardo Garilli |

| Verona 25 marzo 2020, ore UTC 33ª giornata | Virtus Verona | – | Fermana | Centro sportivo Mario Gavagnin-Sinibaldo Nocini |

| Verona 29 marzo 2020, ore UTC 34ª giornata | Virtus Verona | – | Modena | Centro sportivo Mario Gavagnin-Sinibaldo Nocini |

| Carpi 5 aprile 2020, ore UTC 35ª giornata | Carpi | – | Virtus Verona | Stadio Sandro Cabassi |

| Verona 11 aprile 2020, ore UTC 36ª giornata | Virtus Verona | – | Arzignano Valchiampo | Centro sportivo Mario Gavagnin-Sinibaldo Nocini |

| Reggio Emilia 19 aprile 2020, ore UTC 37ª giornata | Reggio Audace | – | Virtus Verona | Mapei Stadium - Città del Tricolore |

| Verona 26 aprile 2020, ore UTC 38ª giornata | Virtus Verona | – | Fano | Centro sportivo Mario Gavagnin-Sinibaldo Nocini |

### Coppa Italia Serie C

#### Girone F
| Arbitro: | Angelucci (Foligno) |

|                        |           |                                        |
| Odogwu 3’ Magrassi 72’ | Marcatori | 76’ De Grazia 84’ (autogoal) Casarotto |

| Arbitro: | Giordano (Novara) |

|                          |           |  |
| Pellacani 10’ Lupoli 84’ | Marcatori |  |

#### Sedicesimi di finale
| Arbitro: | De Tommaso (Rieti) |

|                       |           |  |
| Costantino 81’ (rig.) | Marcatori |  |

## Statistiche

### Statistiche di squadra
| Competizione         | Punti | In casa | In casa | In casa | In casa | In casa | In casa | In trasferta | In trasferta | In trasferta | In trasferta | In trasferta | In trasferta | Totale | Totale | Totale | Totale | Totale | Totale | D.R. |
| Competizione         | Punti | G       | V       | N       | P       | Gf      | Gs      | G            | V            | N            | P            | Gf           | Gs           | G      | V      | N      | P      | Gf     | Gs     | D.R. |
| -------------------- | ----- | ------- | ------- | ------- | ------- | ------- | ------- | ------------ | ------------ | ------------ | ------------ | ------------ | ------------ | ------ | ------ | ------ | ------ | ------ | ------ | ---- |
| Serie C              | 0     | 0       | 0       | 0       | 0       | 0       | 0       | 0            | 0            | 0            | 0            | 0            | 0            | 0      | 0      | 0      | 0      | 0      | 0      | 0    |
| Coppa Italia Serie C | 0     | 2       | 1       | 1       | 0       | 4       | 2       | 0            | 0            | 0            | 0            | 0            | 0            | 2      | 1      | 1      | 0      | 4      | 2      | 0    |
| Totale               | 0     | 0       | 0       | 0       | 0       | 0       | 0       | 0            | 0            | 0            | 0            | 0            | 0            | 0      | 0      | 0      | 0      | 0      | 0      | 0    |